# Banovine du Vardar
1929–1941
Entités suivantes :
- Royaume d'Albanie (1941)
- Royaume de Bulgarie (1941)
- Macédoine démocratique (1944)
- République populaire de Serbie (1944)

La banovine du Vardar (en serbe et en macédonien : Vardarska banovina et Вардарска бановина) était une province ou banovine du royaume de Yougoslavie entre 1929 et 1941. Son chef-lieu était à Skopje et elle incluait la totalité du territoire de l'actuelle Macédoine du Nord, ainsi que des zones aujourd'hui situées au Kosovo et en Serbie. 
Elle devait son nom au fleuve Vardar.

## Histoire

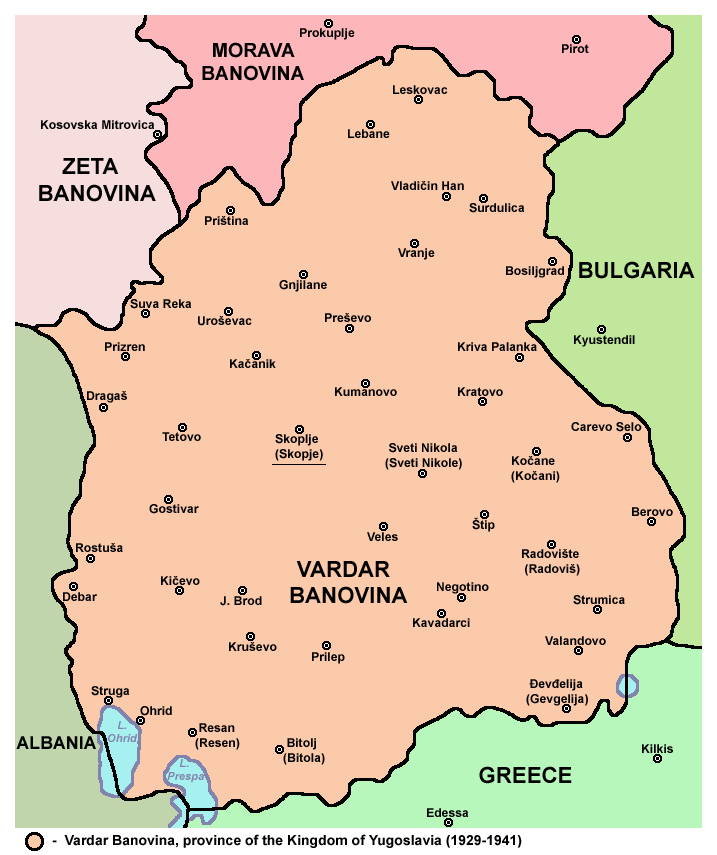
Banovine du Vardar (1931)

La banovine du Vardar a été créée le 3 octobre 1929, avec la loi sur l'organisation administrative du royaume de Yougoslavie nouvellement créé. Elle regroupait les provinces macédoniennes de Skopje, Chtip et Bitola, instaurées en 1921, ainsi que des régions du sud de la Serbie, afin que les Serbes y soient l'ethnie majoritaire. 
Pendant la Seconde Guerre mondiale, en 1941, les puissances de l'Axe occupèrent la Banovine du Vardar. La province fut supprimée et son territoire partagé entre le royaume de Bulgarie, la Serbie occupée par les nazis et l'Albanie contrôlée par les Italiens fascistes. 
Après la guerre, son territoire fut divisé entre la république socialiste de Macédoine et la république socialiste de Serbie, au sein de la république fédérative socialiste de Yougoslavie.

## Villes principales
- Skopje
- Bitola
- Chtip
- Prilep
- Ohrid
- Vranje
- Leskovac
- Pristina